# ジェトン・ケルメンディ
ジェトン・ケルメンディ（Jeton Kelmendi、1978年 - ）は、アルバニアの作家、詩人、翻訳家、政治評論家。コソボ西北群に位置する都市ペヤ出身。

## 経歴・人物
ジェトン・ケルメンディは1978年コソボ西北群に位置する都市ペヤで生まれ、ペヤ市内の小学校を卒業した。その後彼はプリシュティナ大学で彼の研究を続け、マスコミュニケーションの学士号の学位を取得。彼はインターナショナルと安全保障研究を専門とし、ベルギーのブリュッセル自由大学で彼の大学院での研究を完了した。彼は外交で2度目の修士を終えた。実際に彼はメディアと政治の博士候補生である。長年にわたり、彼は詩、散文、エッセイ、短編小説を書いている。彼は特にアルバニアや他の国で、国際情勢に関する多くの文化的•政治的トピックへの書き込み、多くの新聞に定期的に寄稿している。彼の最初の本 "約束の世紀"（ "Shekulli Premtimeve"）1999年出版後に、コソボではよく知られるようになった。その後、彼は他の数冊の本を出版した。彼の詩は、22ヶ国語に翻訳され、いくつかの国際的な文学アンソロジーに掲載されている。彼は、ヨーロッパでは最も翻訳され、知られているアルバニアの詩人である。多くの文芸批評家が認める、現代アルバニア語詩の真の代表である。国際批評家と詩人たちは、彼は偉大なヨーロッパの詩人であると、多くの記事に書いている。彼は多くの国際的な詩のクラブのメンバーであり、特に英語、フランス語、ルーマニア語の言語の文学や文化の雑誌に数多く寄稿している。文学の分野での彼の仕事の博識は、彼が詩的な表現、およびテキストとメッセージに最新の探究と注意を払っていることに基づいている。彼のジャンルは恋愛詩に、より焦点を当てている。そして幾何学的散文と、芸術の象徴と比喩とが絡み合う。1998年-1999年コソボ解放軍率いるコソボの解放戦争の兵士である。現在、ブリュッセル、ベルギーに常駐し働いている。

## 出版された作品
- (“世紀は約束”), 1999 (詩歌), “The Century Promises”
- (“沈黙を超えて”), 2002 (詩歌), “Beyond Silence”
- (“それが午後の場合”), 2004 (詩歌), “If it is afternoon”
- (“祖国恩赦私”), 2005,(詩歌), “Fatherland pardon me”
- (“どこ到着は予定です”),2007 (詩歌), “Where are the arrivals going”
- (“あなたは風の跡に到着”), 2008 (詩歌), “You arrived for the traces of wind”
- (“それは時間があります”), 2009 (詩歌), “Time when it has time”
- (“さまよう思考“) 2010 詩歌, “Wandering thoughts”
- (精神の洗礼) 2012 poetry, “The baptize of spirit”

## 公開された演劇
- (“ミセスワード”), 2007  (遊ぶ), “Mrs Word”
- (再生とアンチ遊び) 2011(遊ぶ), “Play and anti-play”

## 政治学
- (その独立後の2010年、アメリカコソボにおけるEUの使命)。EU mission in Kosova after its independence 2010 USA.
- (知識2011年、コソボのプリシュティナ悪い時), Bad times for the knowledge 2011, Pristina Kosovo.
- (北大西洋条約機構（NATO）とEUの任務、協力または競争2012、ティラナ、アルバニア)。NATO-EU missions, cooperative or competitive 2012, Tirana Albania.

## 外国語で出版された作品
- (“珍しい文字はいくらだったの”); ルーマニア語の言語で出版した。Ce mult s-au rãrit scrisorile”
- (“呼吸”); インドで出版, “A respiration”
- (レディー口頭) フランス語で出版. “Dame parol,”
- (“始まりは沈黙している ”),詩、パリ、フランス. “COMME LE COMMENCEMENT EST SILENCIEUX”
- (“到着はどこにありますか”), “ΠΟΥ ΠΑΝΕ ΟΙ ΕΡΧΟΜΟΙ
- ギリシャ語で詩;ギリシャ.
- (“どのように”), 詩、ドイツ. “Wie wollen
- (単語を欠場) ドラマ、ドイツ. Frau Wort
- (どのように愛する) 詩、トルコ. Nasil sevmeli
- (時間の初めに) 詩、ウクライナ. НА ВЕРХІВ’Ї ЧАСУ
- (自分に到達する方法を) 詩、米国. “How to reach yourself”
- (それは時間があります) 詩、マケドニア. време кога ова време
- エジプト（楕円ドット）詩. " فواصل للحذف  "

## 国際的な受賞歴
- (ヨーロッパ、ブリュッセル、ベルギーのプロのジャーナリストの協会の会員)。Member of the Association of Professional Journalists of Europe, Brussels, Belgium.
- (ヨーロッパの科学とアート、パリ、フランスのアカデミーの会員)。Member of the Academy of Science and Arts of Europe, Paris, France.
- (ウクライナ、キエフ、ウクライナの芸術科学アカデミーの会員)。Member of the Academy of Science and Arts of Ukraine, Kiev, Ukraine.
- (ソレンザラ、権威ある国際賞、パリ、フランス). SOLENZARA Prestigious International Award, Paris, France.
- (コソボ、2011年に国立詩本賞金MITINGU、)。National Poetry book prize MITINGU, in Gjakova, Kosovo 2011.